# Justus Fischer
Justus Fischer (Hanôver, 6 de fevereiro de 2003) é um jogador de handebol alemão.

## Carreira
Fischer joga pelo TSV Hannover-Burgdorf desde o time juvenil C. Aos 16 anos, ele fez sua estreia com os homens na 3ª divisão. Na DHB-Pokal 2019-20, ele estava no time profissional pela primeira vez. Na temporada 2020-21 da Bundesliga, ele fez sua estreia na primeira divisão alemã. Em outubro de 2022, ele assinou seu primeiro contrato profissional com o "Recken", válido até 2025.
Com a seleção alemã sub-17, Fischer conquistou a medalha de prata no Festival Olímpico Europeu da Juventude de 2019, no Azerbaijão. Com a seleção sub-19, ele se tornou campeão europeu no Campeonato Europeu Sub-19 de 2021, na Croácia. A equipe conquistou o título no Campeonato Mundial Sub-21 de 2023, na Alemanha e na Grécia. Fischer também foi eleito para o time All-Star como o melhor pivô.
Antes do Campeonato Mundial de 2023, o técnico nacional Alfred Gislason convocou Fischer para o elenco estendido da seleção principal alemã. Ele fez sua estreia pela seleção nacional em 27 de abril de 2023 na derrota por 23–32 contra a Suécia em Kristianstad. Três dias depois, ele marcou seus dois primeiros gols na vitória por 32:31 contra a Espanha em Berlim. Ele estava no elenco para o Campeonato Europeu de 2024 e terminou em 4º lugar com a Alemanha.
Nos Jogos Olímpicos de Verão de 2024, em Paris, conquistou a medalha de prata no torneio masculino do handebol, após confronto na final contra a equipe dinamarquesa.